# Petre Abrudan
Petre Abrudan, né en 1907 à Zucor et mort en 1979 dans le județ de Sălaj (Roumanie), est un peintre roumain.

## Œuvres
- Cruce Nouă
- La cruce
- Chemare peste văi și munte
- Fântânele
- Înserare
- Martirii Neamului
- Grădina cu nuci
- La Bîrsana
- Sfatul cucoanelor

## Source de la traduction
- (ro) Cet article est partiellement ou en totalité issu de l’article de Wikipédia en roumain intitulé « Petre Abrudan » (voir la liste des auteurs).